# 游天廷
游天廷（1514年—？），字士達，號行野，福建鎮海衛銅山所人，軍籍，明朝政治人物。

## 生平
嘉靖二十八年（1549年）己酉科順天府鄉試第二十二名舉人。嘉靖二十九年（1550年）中式庚戌科會試第二十九名，二甲第十四名進士。授浙江山阴县知县，三十一年升南直隶通州知州，三十四年官至衡州府知府。歷升山西行太仆寺卿、辽东苑马寺卿，年未六十而卒。

## 家族
曾祖游存凱；祖父游洪珍；父游晃。前母楊氏；母高氏。慈侍下。兄游天衢。